# Бодашевський Михайло Степанович
Михайло Степанович Бодашевський (20 травня 1935, село Кривошиїнці, тепер Білоцерківського району, Київської області — 5 серпня 1995, місто Маріуполь, Донецької області) — новатор виробництва, будівельник, бригадир монтажників будівельного управління № 4 тресту «Азовстальбуд» Донецької області. Герой Соціалістичної Праці. Депутат Верховної Ради СРСР 9—10-го скликань.

## Біографія
Народився 20 травня 1935 року в селі Кривошиїнцях (тепер Білоцерківського району Київської області) в робітничій родині. освіта середня. Закінчив Київський будівельний технікум. 
З 1953 по 1955 рік працював робітником (котельником-суднокорпусником) судноремонтного заводу в місті Києві.
У 1955—1958 роках — робітник очисного вибою шахти Сталінської області.
У 1958—1969 роках — арматурник, майстер, бригадир арматурників тресту «Азовстальбуд» Донецької області.
Член КПРС з 1963 року.
З 1969 року працював бригадиром монтажників будівельного управління № 4 тресту «Азовстальбуд» міста Жданова Донецької області. Застосував вперше знімну опалубку. Його бригада протягом Х-ї п'ятирічки (1976–1980 роки) виконала два п'ятирічних завдання. Брав участь у будівництві нових цехів комбінатів імені Ілліча і «Азовсталь».
Автор книги «Страны своей, судьбы своей хозяин» (Донецьк, 1985).
Помер 5 серпня 1995 року у Маріуполі. Похований на Новотроїцькому кладовищі у Маріуполі.

## Нагороди
- Герой Соціалістичної Праці (5.04.1973);
- два ордени Леніна;
- Орден Жовтневої Революції;
- медалі.